# ストラトフォード駅 (コネチカット州)
ストラトフォード駅（Stratford）は、コネチカット州フェアフィールド郡ストラトフォードにあるメトロノース鉄道の駅。

## 概要
メトロノース鉄道のニューヘイブン線の駅である。この駅からニューヨーク州にあるグランド・セントラル駅に行ける。

## 利用可能な鉄道路線／列車
メトロノース鉄道：
■ニューヘイブン線

## 駅構造
2面3（単式）のホームを持つ地上駅である。
| のりば | 路線                  | 方向 | 行先                                    | 備考 |
| ------ | --------------------- | ---- | --------------------------------------- | ---- |
| 1      | ■ニューヘイブン線     | 上り | スタンフォード/グランド・セントラル方面 |      |
| 4      | ■ニューヘイブン線     | 下り | ニューヘイブン・ユニオン方面            |      |
| 4      | ■ウォーターベリー支線 | 下り | ウォーターベリー方面                    |      |

## 隣の駅
メトロノース鉄道
■ニューヘイブン線
ブリッジポート - ストラトフォード - ミルフォード